# Tito, El Bambino
Efrain David Fines Nevarez, mais conhecido por Tito El Bambino (Carolina, Porto Rico, 5 de outubro de 1981) é um cantor de Reggaeton porto-riquenho, ex-membro da dupla Hector & Tito.
Depois de 5 álbuns e vender mais de 500.000 cópias com a dupla Hector & Tito, Tito El Bambino produziu seu álbum solo de estreia no final de março de 2006 chamado "Top Of The Line". Além de cantor, também desempenha no campo da moda com o sua própria linha de roupas chamada T Bambino.

## Carreira
Em 2006, Tito lançou seu primeiro disco como solista chamado Top Of The Line, no qual participaram vários outros cantores de Reggaeton, tais como: Don Omar, Daddy Yankee, entre outros.
O sucesso de seu primeiro álbum foi tão grande, que ele chegou a conquistar um disco de platina e também o levou a lançar uma segunda edição em 2007, intitulado Top Of The Line: El Internacional. Essa segunda edição contou com cinco músicas inéditas, entre elas, um de seus maiores êxitos, Siente El Boom, junto a Randy, da dupla Jowell y Randy. Este segundo álbum contou com a participação de alguns outros cantores de Reggaeton, como: Jowell y Randy e De La Ghetto.
Em 2007 lançou seu segundo álbum intitulado It’s My Time, com colaborações de artistas como Rakim y Ken-Y e Toby Love, alcançando êxitos com os temas Em La Disco, El Mambo De La Shorty, La Busco, entre outros.
Em 2009, com seu lançamento intitulado El Patrón, obteve mais um de seus grandes êxitos, com uma musica chamada El Amor, produzida por Luis Berríos Nieves. Em 2010, El Amor foi premiada com a canção latina do ano pela ASCAP.
Entre seus reconhecimentos, Tito conta com sete prêmios Billboard, uma Tocha de Ouro e uma Gaivota de Prata por sua participação no Festival Viña Del Mar 2010.
Em 8 de fevereiro de 2011, lançou mais um álbum, este agora, intitulado Invencible. Neste, contém canções com Wisin y Yandel, Gilberton Santa Rosa, Daddy Yankee e muitos outros. No fim de 2011 recebeu premiações por canção latina do ano e também de compositor do ano pela ASCAP. Em novembro de 2011, lançou uma nova edição do álbum Invencible, esta intitulada Invencible 2012, na qual conta com cinco músicas inéditas.
No ano de 2012, publicou seu quinto álbum de estúdio, o qual veio a se chamar Invicto. Este conta com 14 músicas e 2 músicas bônus lançadas posteriormente, participações especiais de artistas como Marc Anthony, Yandel, o grupo cristão Tercer Cielo e o cantor de salsa Tito Nieves.
No fim de 2014, foi lançado seu álbum mais recente, intitulado Alta Jerarquia, o qual conta com várias colaborações de artistas do gênero como Zion y Lennox, Chencho (Membro da dupla Plan B), Cosculluela, Wisin, Alexis y Fido, entre muitos outros.
No dia 15 de março de 2015, realizará seu primeiro concerto no Coliseu de Porto Rico.

## Discografia

### Álbuns de Estúdio
- 2006: Top of the Line
- 2007: It's My Time
- 2009: El Patrón
- 2011: Invencible
- 2012: Invicto
- 2014: Alta Jerarquía
- 2017: La sociedad del dinero

### Álbuns Compilatórios
- 2007: Top of The Line: El Internacional
- 2010: El Patrón: La Victoria
- 2011: Invencible 2012

### Álbuns como Hector y Tito
- 1998: Violencia Musical
- 2001: Nuevo Milenio
- 2002: Lo de Antes
- 2002: A la Reconquista
- 2003: La historia Live
- 2005: Season Finale
- 2007: The Ultimate Urban Collection

## Filmografia
- 2006: La Última Noche

## Colaborações
- Nosotros (Feat. Yomo)
- Por Que les Mientes (Feat. Marc Anthony)
- Te Cambiamos El Juego (Feat. J Alvarez)
- Also mi Voz (feat. Tercer Cielo)
- Tu Olor (Feat. Wisin)
- El Amor (Feat. Jenni Rivera)
- Gatilleros (Feat. Cosculluela)
- Desde El Primer Beso (Feat. Gocho & Wisin)
- Se Me Va la Voz (Feat. Alejandro Fernandez)
- La Pregunta (Remix) (Feat. J Alvarez & Daddy Yankee)
- Amor de Colegio (Hector y Tito Feat. Don Omar)
- Baila Morena (Hector y Tito Feat. Don Omar)
- Me Entere (Feat. Daddy Yankee)
- Me Gustas (Feat. Yandel)
- Se Acabo (Feat. Wisin y Yandel)
- Sol Playa y Arena (Feat. Arcangel)
- Me Enamore (Feat. Angel y Khriz & Elvis Crespo)
- Pensando En Ti (Feat. Kevin Roldan)